# Équipe du Brésil des moins de 23 ans de football
Cet article traite de l'équipe masculine. Pour l'équipe féminine, voir Équipe du Brésil des moins de 23 ans de football féminin.
L'équipe des meilleurs des moins de 23 ans de football représente le Brésil dans les compétitions de football espoirs telles que les Jeux olympiques d'été. 
La sélection est composée de joueurs de moins de vingt-trois ans ainsi que de trois joueurs plus âgés au maximum. L'équipe, contrôlée par la Confédération brésilienne de football, compte 13 participations au tournoi de football des Jeux olympiques. Elle compte dans son palmarès deux médailles d'or acquise à domicile en 2016 et 2020 ainsi que trois médailles d'argent obtenues en 1984, 1988 et 2012 et deux médailles de bronze glanées en 1996 et 2008. L'équipe participe également au tournoi de football des Jeux panaméricains, compétition qu'elle a remportée en 1963, 1975, 1979, 1987 et 2023.
En 1999, la Fédération internationale de football association décide de ne pas compter les matchs de football disputés dans le cadre des Jeux olympiques à partir des Jeux olympiques de Rome de 1960 comme sélections nationales en équipe A.

## Histoire

### Jeux olympiques d'été de 1952 à 1976
La première participation du Brésil lors des Jeux olympiques a lieu à Helsinki, en Finlande, en 1952. Le Brésil atteint les quarts de finale de la compétition mais s'incline quatre buts à deux face à l'équipe d'Allemagne. En 1960, à Rome, en Italie, en 1964 à Tokyo, au Japon, en 1968 à Mexico, au Mexique et en 1972 à Berlin, en Allemagne, le Brésil est éliminé dès le premier tour de la compétition,,,. A Montréal, en 1976, le Brésil est éliminé deux buts à zéro par la Pologne en demi-finale avant de perdre sur le score deux buts à zéro la finale pour la troisième place, face à l'Union soviétique. Lors de ces six participations aux Jeux olympiques d'été, l'équipe du Brésil est constituée de jeunes joueurs ou de joueurs amateurs, puisque les footballeurs professionnels ne sont pas autorisés à participer au tournoi de football.

### Double médaille d'argent en 1984 et 1988

#### Jeux olympiques d'été de 1984
À partir de l'édition 1984 des Jeux olympiques, les footballeurs professionnels sont autorisés à participer au tournoi de football. Toutefois, les équipes européennes et sud-américaines ne sont autorisées qu'à inclure des joueurs ayant moins de cinq sélections avec les "A" au début du tournoi. À Los Angeles, aux États-Unis, le Brésil obtient sa première médaille. Lors de la phase de groupe du tournoi, le Brésil bat l'Arabie Saoudite trois buts à un, l'Allemagne de l'Ouest un but à zéro ainsi que le Maroc, sur le score de deux buts à zéro. Lors des quarts de finale de la compétition, le Brésil élimine le Canada aux tirs au but avant de battre l'Italie deux buts à un lors des demi-finales. La finale du tournoi oppose le Brésil à la France, cette-dernière équipe remportant la médaille d'or sur le score de deux buts à zéro,,.

#### Jeux olympiques d'été de 1988
Le Brésil remporte sa deuxième médaille olympique lors des Jeux olympiques de Séoul, en Corée, en 1988. Le Brésil remporte ses trois matchs de groupe, sur les scores de quatre buts à zéro face au Nigeria, de trois buts à zéro contre l'Australie et de deux buts à un contre la Yougoslavie. En quart-de-finale, le Brésil élimine son rival, l'Argentine, grâce au seul but de Geovani avant d'éliminer l'Allemagne aux tirs au but. La finale de la compétition oppose le Brésil à l'Union soviétique. Malgré l'ouverture du score de Romário, l'Union Soviétique recolle au score grâce à Igor Dobrovolskyi puis marque le but de la victoire lors des prolongations, grâce à Juri Savichev,. L'attaquant brésilien Romário termine meilleur buteur de la compétition avec sept buts marqués en seulement six matchs,.

### Troisième médaille d'argent à Londres
Grand favori de l'épreuve, le Brésil se présente à Londres avec quelques-unes de ses vedettes à l'instar de Neymar, Thiago Silva ou encore Hulk. Après un parcours sans grandes difficultés, il se retrouve en finale opposé au Mexique qui crée la surprise en s'imposant 2-1. Cette défaite scellera par la suite le destin du sélectionneur Mano Menezes à la tête du Brésil.

### Le Brésil sacré chez lui en 2016
Organisateur des Jeux olympiques de Rio de Janeiro, le Brésil est quasiment obligé de remporter la médaille d'or olympique, le seul trophée qui manque à son palmarès. Après des débuts très difficiles où ils sont tenus en échec 0-0 à la fois par l'Afrique du Sud et l'Irak, les Brésiliens montent en puissance et se hissent en finale où ils rencontrent l'Allemagne au Stade Maracanã, le 20 août 2016. Les Auriverde devront passer par l'épreuve des tirs au but pour venir à bout de coriaces Allemands (1-1 a.p. 5-4 t.a.b.).

## Palmarès
- Jeux olympiques (2) :
  - Vainqueur : 2016, 2020.
  - Finaliste : 1984, 1988, 2012.
  - 3e : 1996, 2008.

- Jeux panaméricains (5) :
  - Vainqueur : 1963, 1975, 1979, 1987, 2023.
  - Finaliste : 1959, 2003.
  - 3e : 1983, 2015.

## Parcours en compétitions internationales

### Jeux olympiques
| Football aux Jeux olympiques | Football aux Jeux olympiques | Football aux Jeux olympiques | Football aux Jeux olympiques | Football aux Jeux olympiques | Football aux Jeux olympiques | Football aux Jeux olympiques | Football aux Jeux olympiques | Football aux Jeux olympiques |
| Année                        | Tour                         | Classement                   | J                            | G                            | N                            | P                            | Bp                           | Bc                           |
| ---------------------------- | ---------------------------- | ---------------------------- | ---------------------------- | ---------------------------- | ---------------------------- | ---------------------------- | ---------------------------- | ---------------------------- |
| 1896                         | Pas de tournoi               | -                            | -                            | -                            | -                            | -                            | -                            | -                            |
| 1900                         | Non participante             | -                            | -                            | -                            | -                            | -                            | -                            | -                            |
| 1904                         | Non participante             | -                            | -                            | -                            | -                            | -                            | -                            | -                            |
| 1908                         | Non participante             | -                            | -                            | -                            | -                            | -                            | -                            | -                            |
| 1912                         | Non participante             | -                            | -                            | -                            | -                            | -                            | -                            | -                            |
| 1920                         | Non participante             | -                            | -                            | -                            | -                            | -                            | -                            | -                            |
| 1924                         | Non qualifiée                | -                            | -                            | -                            | -                            | -                            | -                            | -                            |
| 1928                         | Non participante             | -                            | -                            | -                            | -                            | -                            | -                            | -                            |
| 1932                         | Pas de tournoi               | -                            | -                            | -                            | -                            | -                            | -                            | -                            |
| 1936                         | Non participante             | -                            | -                            | -                            | -                            | -                            | -                            | -                            |
| 1948                         | Non participante             | -                            | -                            | -                            | -                            | -                            | -                            | -                            |
| 1952                         | Quart de finale              | 5e                           | 3                            | 2                            | 0                            | 1                            | 9                            | 6                            |
| 1956                         | Non qualifiée                | -                            | -                            | -                            | -                            | -                            | -                            | -                            |
| 1960                         | 1er tour                     | 5e                           | 3                            | 2                            | 0                            | 1                            | 10                           | 6                            |
| 1964                         | 1er tour                     | 9e                           | 3                            | 1                            | 1                            | 1                            | 5                            | 2                            |
| 1968                         | 1er tour                     | 10e                          | 3                            | 0                            | 2                            | 1                            | 4                            | 5                            |
| 1972                         | 1er tour                     | 13e                          | 3                            | 0                            | 1                            | 2                            | 4                            | 6                            |
| 1976                         | Demi-finale                  | 4e                           | 5                            | 2                            | 1                            | 2                            | 6                            | 6                            |
| 1980                         | Non qualifiée                | -                            | -                            | -                            | -                            | -                            | -                            | -                            |
| 1984                         | Finaliste                    | 2e                           | 6                            | 5                            | 0                            | 1                            | 9                            | 5                            |
| 1988                         | Finaliste                    | 2e                           | 6                            | 5                            | 0                            | 1                            | 12                           | 4                            |
| 1992                         | Non qualifiée                | -                            | -                            | -                            | -                            | -                            | -                            | -                            |
| 1996                         | 3e                           | 3e                           | 6                            | 4                            | 0                            | 2                            | 16                           | 8                            |
| 2000                         | Quart de finale              | 6e                           | 4                            | 2                            | 0                            | 2                            | 6                            | 6                            |
| 2004                         | Non qualifiée                | -                            | -                            | -                            | -                            | -                            | -                            | -                            |
| 2008                         | 3e                           | 3e                           | 6                            | 5                            | 0                            | 1                            | 14                           | 3                            |
| 2012                         | Finaliste                    | 2e                           | 6                            | 5                            | 0                            | 1                            | 16                           | 7                            |
| 2016                         | Vainqueur                    | 1er                          | 6                            | 3                            | 3                            | 0                            | 11                           | 1                            |
| 2020                         | Vainqueur                    | 1er                          | 6                            | 4                            | 2                            | 0                            | 10                           | 4                            |
| 2024                         | Non qualifiée                | -                            | -                            | -                            | -                            | -                            | -                            | -                            |
| Total                        | 14/27                        | 7 médailles                  | 65                           | 39                           | 10                           | 16                           | 130                          | 68                           |

### Jeux panaméricains
| Football aux Jeux panaméricains | Football aux Jeux panaméricains | Football aux Jeux panaméricains | Football aux Jeux panaméricains | Football aux Jeux panaméricains | Football aux Jeux panaméricains | Football aux Jeux panaméricains | Football aux Jeux panaméricains | Football aux Jeux panaméricains |
| Année                           | Tour                            | Classement                      | J                               | G                               | N                               | P                               | Bp                              | Bc                              |
| ------------------------------- | ------------------------------- | ------------------------------- | ------------------------------- | ------------------------------- | ------------------------------- | ------------------------------- | ------------------------------- | ------------------------------- |
| 1951                            | Non participante                | -                               | -                               | -                               | -                               | -                               | -                               | -                               |
| 1955                            | Non participante                | -                               | -                               | -                               | -                               | -                               | -                               | -                               |
| 1959                            | Finaliste                       | 2e                              | 6                               | 4                               | 1                               | 1                               | 27                              | 11                              |
| 1963                            | Vainqueur                       | 1er                             | 4                               | 3                               | 1                               | 0                               | 18                              | 3                               |
| 1967                            | Non qualifiée                   | -                               | -                               | -                               | -                               | -                               | -                               | -                               |
| 1971                            | Non qualifiée                   | -                               | -                               | -                               | -                               | -                               | -                               | -                               |
| 1975                            | Vainqueur                       | 1er                             | 7                               | 5                               | 2                               | 0                               | 33                              | 2                               |
| 1979                            | Vainqueur                       | 1er                             | 5                               | 5                               | 0                               | 0                               | 14                              | 1                               |
| 1983                            | 3e                              | 3e                              | 3                               | 2                               | 0                               | 1                               | 3                               | 1                               |
| 1987                            | Vainqueur                       | 1er                             | 5                               | 4                               | 1                               | 0                               | 10                              | 2                               |
| 1991                            | Non qualifiée                   | -                               | -                               | -                               | -                               | -                               | -                               | -                               |
| 1995                            | Quart de finale                 | 5e                              | 4                               | 2                               | 2                               | 0                               | 5                               | 2                               |
| 1999                            | Non qualifiée                   | -                               | -                               | -                               | -                               | -                               | -                               | -                               |
| 2003                            | Finaliste                       | 2e                              | 5                               | 4                               | 0                               | 1                               | 12                              | 2                               |
| 2007                            | 1er tour                        | 5e                              | 3                               | 2                               | 0                               | 1                               | 7                               | 4                               |
| 2011                            | 1er tour                        | 6e                              | 3                               | 0                               | 2                               | 1                               | 2                               | 4                               |
| 2015                            | 3e                              | 3e                              | 5                               | 3                               | 1                               | 1                               | 15                              | 7                               |
|                                 | qualifiée                       |                                 | -                               | -                               | -                               | -                               | -                               | -                               |
| Brezil                          | Vainqueur                       | 1er                             | 5                               | 5                               | 0                               | 0                               | 8                               | 1                               |
| Total                           | 12/18                           | 9 médailles                     | 55                              | 39                              | 10                              | 6                               | 154                             | 40                              |

## Effectif actuel
Liste des joueurs convoqués par le sélectionneur Ramon Menezes pour disputer le tournoi pré-olympique de la CONMEBOL 2024.
Nombre de buts et sélections au 11 février 2024 après le dernier match.
| N°: | Pos: | Nom:              | Date de naissance: | Sélections | Buts | Club:               |
| --- | ---- | ----------------- | ------------------ | ---------- | ---- | ------------------- |
| 1   | GB   | Mycael            | 12 mars 2004       | 6          | 0    | Atlético Paranaense |
| 12  | GB   | Matheus Donelli   | 17 mai 2002        | 1          | 0    | SC Corinthians      |
| 22  | GB   | Kaique            | 16 avril 2003      | 0          | 0    | Palmeiras           |
|     |      |                   |                    |            |      |                     |
| 2   | DF   | Khellven          | 25 février 2001    | 7          | 0    | CSKA Moscou         |
| 3   | DF   | Michel            | 20 mai 2003        | 2          | 0    | Palmeiras           |
| 4   | DF   | Arthur Chaves     | 29 janvier 2001    | 6          | 0    | Académico de Viseu  |
| 6   | DF   | Kaiki Bruno       | 8 mars 2003        | 2          | 0    | Cruzeiro EC         |
| 13  | DF   | Luan Patrick      | 20 janvier 2002    | 2          | 0    | Atlético Paranaense |
| 14  | DF   | Lucas Fasson (en) | 30 mai 2001        | 5          | 0    | Lokomotiv Moscou    |
| 16  | DF   | Rikelme (en)      | 16 juillet 2003    | 6          | 0    | Cuiabá EC           |
|     |      |                   |                    |            |      |                     |
| 5   | ML   | Andrey Santos     | 3 mai 2004         | 7          | 0    | RC Strasbourg       |
| 7   | ML   | Gabriel Pirani    | 12 avril 2002      | 7          | 1    | D.C. United         |
| 8   | ML   | Marlon Gomes      | 14 décembre 2003   | 5          | 1    | Chakhtar Donetsk    |
| 15  | ML   | Bruno Gomes       | 4 avril 2001       | 5          | 0    | Coritiba            |
| 17  | ML   | Ronald            | 11 février 2003    | 5          | 0    | Grêmio Porto Alegre |
| 18  | ML   | Alexsander        | 8 octobre 2003     | 8          | 1    | Fluminense FC       |
| 20  | ML   | Maurício          | 22 juin 2001       | 7          | 1    | SC Internacional    |
|     |      |                   |                    |            |      |                     |
| 9   | AT   | Endrick           | 21 juillet 2006    | 7          | 2    | Palmeiras           |
| 10  | AT   | Marquinhos        | 7 avril 2003       | 6          | 0    | Arsenal FC          |
| 11  | AT   | Guilherme Biro    | 20 avril 2004      | 4          | 1    | SC Corinthians      |
| 19  | AT   | John Kennedy      | 18 mai 2002        | 6          | 1    | Fluminense FC       |
| 21  | AT   | Giovane           | 24 novembre 2003   | 4          | 0    | SC Corinthians      |
| 23  | AT   | Gabriel Pec       | 11 février 2001    | 7          | 0    | Los Angeles Galaxy  |

### Note
1. ↑  Depuis 1992, les équipes participant au tournoi de football des Jeux olympiques doivent comporter au maximum trois joueurs de plus de 23 ans. L'âge de ces joueurs est calculé à la date du début de la compétition à laquelle ils participent.